# Набережный (Чечня)
Набережный (чечен. ТогIе) — посёлок в Грозненском районе Чеченской Республики. Входит в состав Толстой-Юртовского сельского поселения.

## География
Посёлок расположен на правом берегу реки Терек, в 25 км к северу от города Грозный.
Ближайшие населённые пункты: на западе — село Правобережное, на северо-западе — станица Николаевская, на востоке — станица Червлённая, на юго-востоке — село Виноградное и на юге — село Толстой-Юрт.

## История
В 1977 году указом Президиума ВС РСФСР посёлок МТФ совхоза «Загорский» был переименован в Набережный.

## Население
| 1990 | 2002 | 2010 | 2021 |
| ---- | ---- | ---- | ---- |
| 120  | ↘106 | ↘78  | ↗172 |

## Образование
- Набережная муниципальная начальная общеобразовательная школа[10].